# Bassano Romano

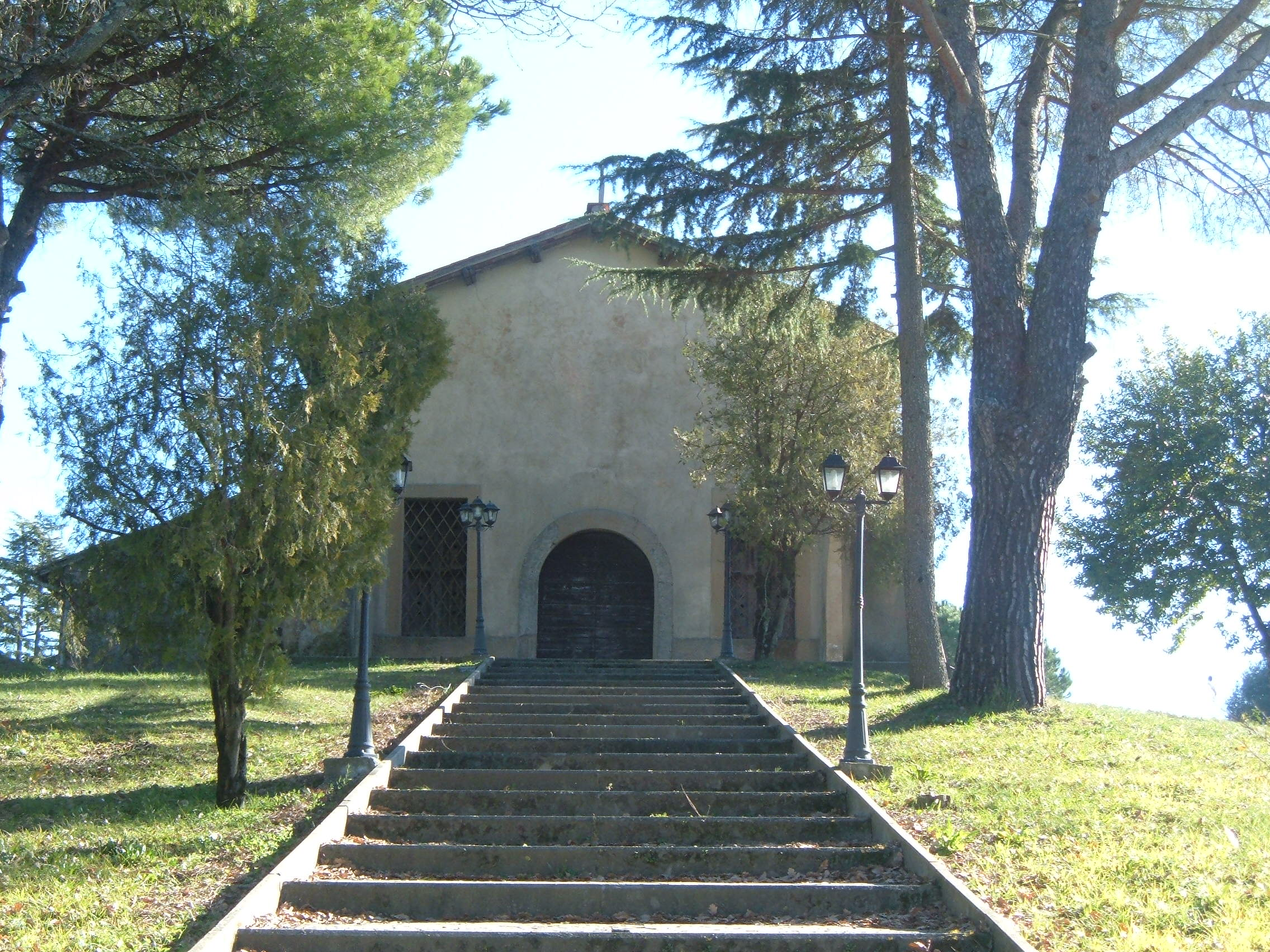
Madonna dei Monti

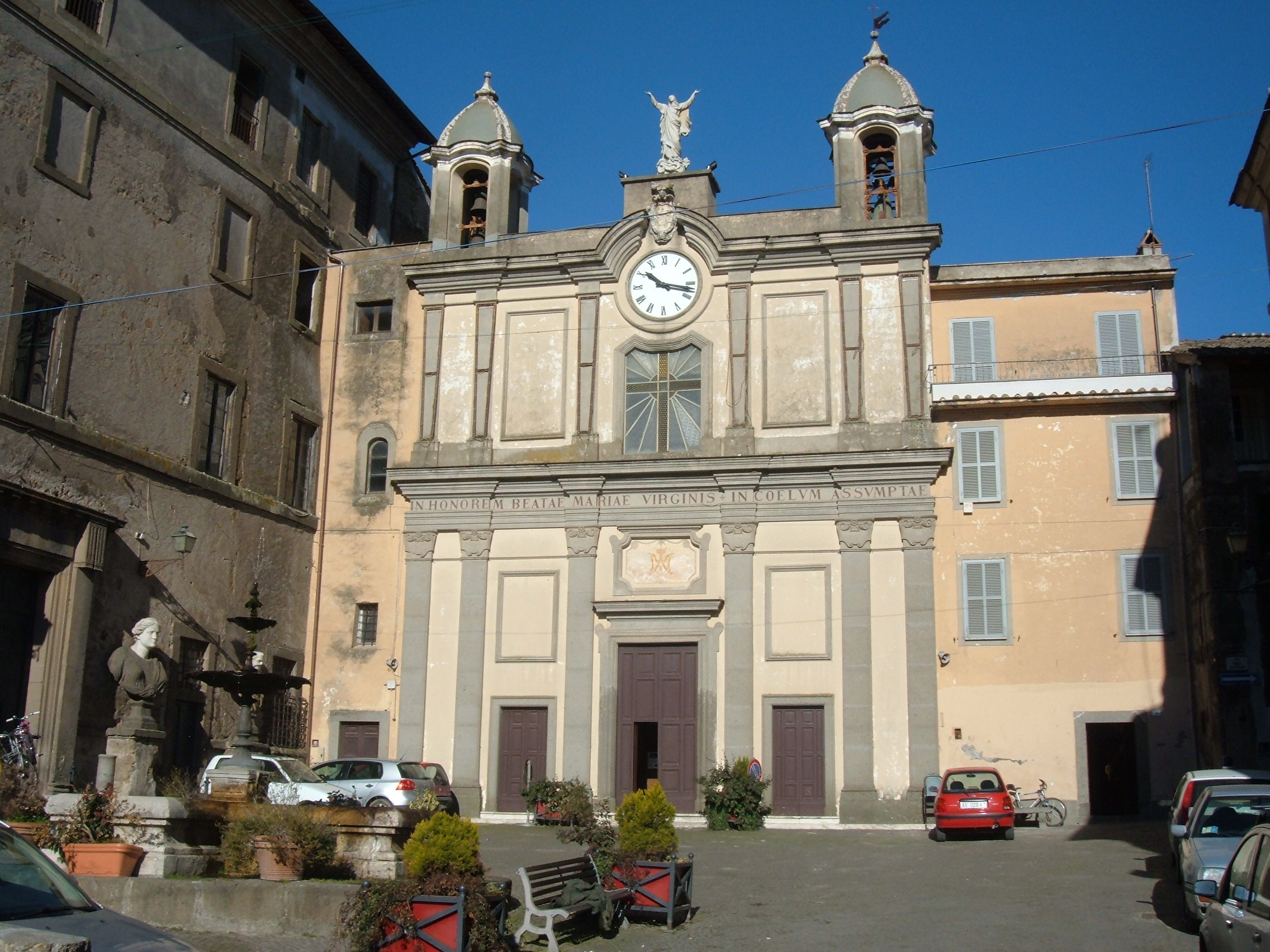
Santa Maria Assunta

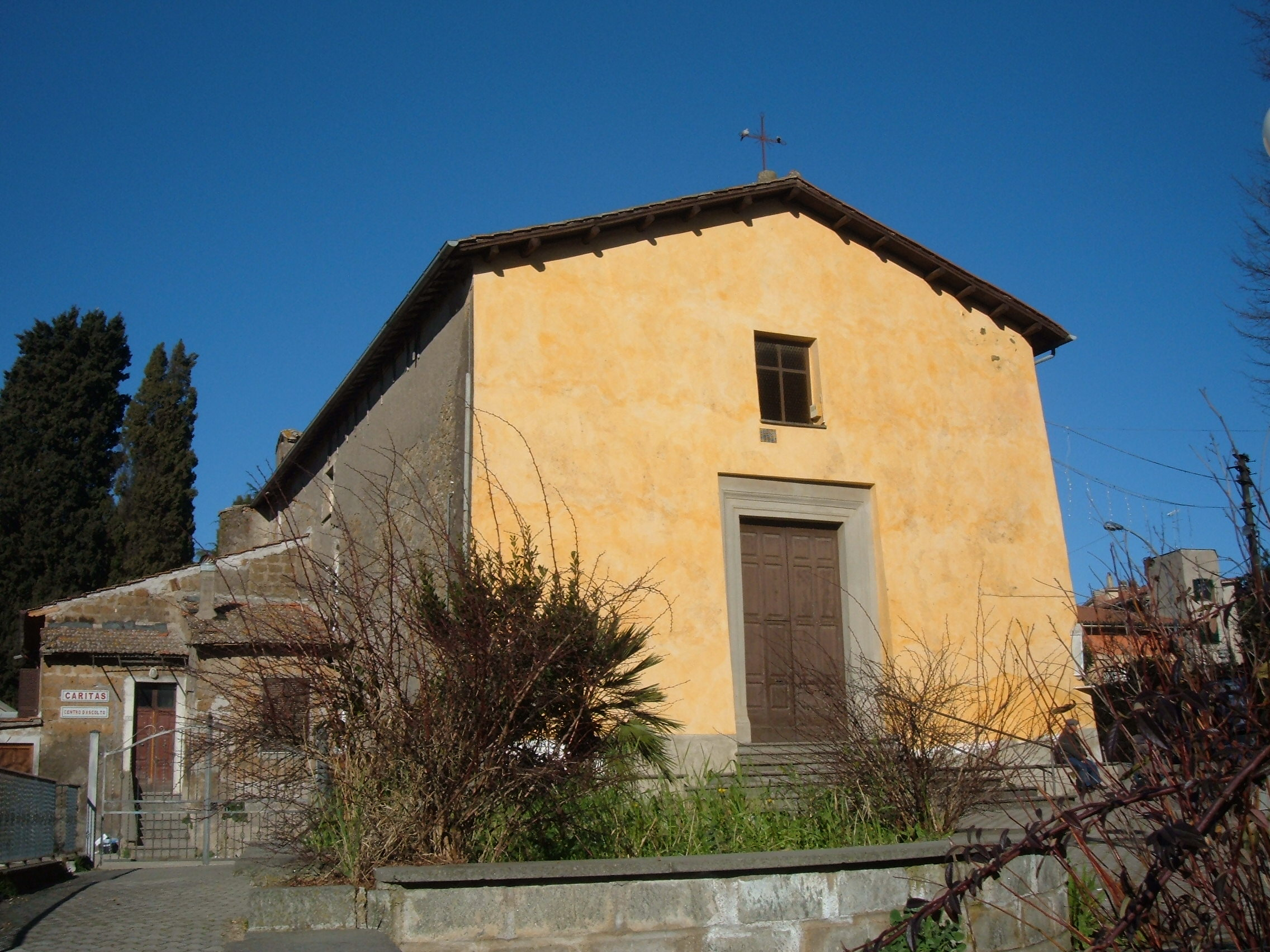
San Gratiliano

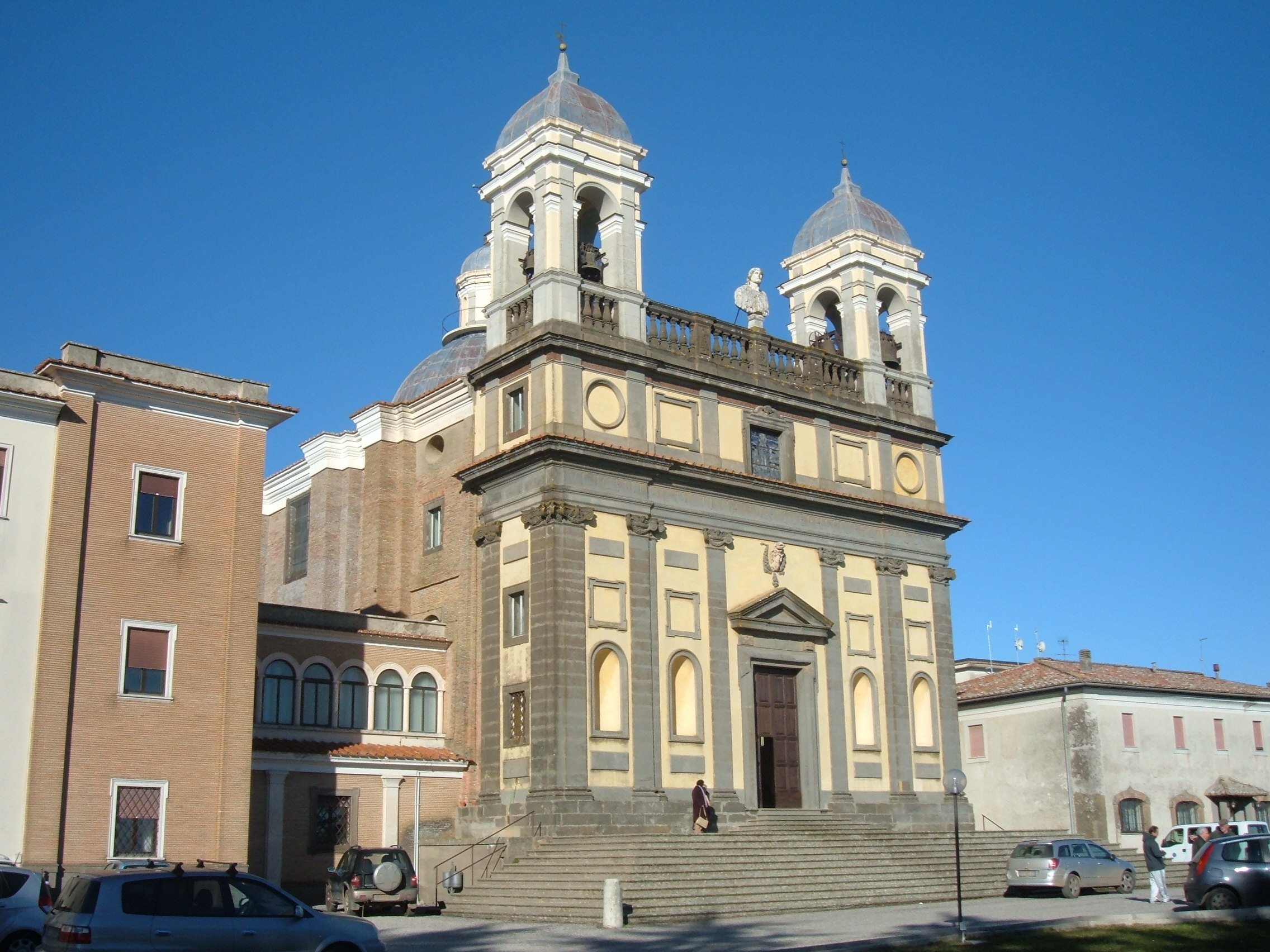
Chiesa del monastero di San Vincenzo

Bassano Romano è un comune italiano di 4 623 abitanti della provincia di Viterbo nel Lazio.

## Geografia fisica

### Territorio
Situato ad un'altitudine di 360 metri s.l.m., si colloca a metà strada tra il lago di Bracciano e il lago di Vico, entrambi di origine vulcanica. Il territorio, principalmente collinare, è immerso in un ambiente ricco di vegetazione lussureggiante, caratterizzata principalmente da alberi secolari di faggi, castagni e querce. Queste caratteristiche fanno in modo che, in particolare durante il periodo estivo, il clima sia apprezzato soprattutto per la sua aria salubre e fresca.
Nella parte sud del territorio comunale all'interno del Parco naturale regionale di Bracciano-Martignano nei Monti Sabatini sono presenti le Faggete di Monte Raschio e Oriolo, sito SIC IT6010034.

### Clima
- Classificazione climatica: zona D, 2060 GR/G

## Storia
La prima attestazione dell'abitato risale al 1077 ma è probabile che esistessero nuclei addensati già tre secoli prima, quando dal territorio partì la spedizione che prese Sutri e la tenne per 140 giorni, fino all'intervento di re Liutprando. Nel 1160 Si dice che un certo Enotrio Serco abbia costruito quello che poi diventerà un palazzo principesco con affreschi di illustri artisti, ad opera degli Anguillara di Ceri prima e poi di Vincenzo Giustiniani. L'imperatore Enrico VII di Lussemburgo, recandosi a Roma per l'incoronazione, il 5 Maggio 1312 venne a pernottare a Bassano, che era sotto il controllo del Prefetto Manfredi che lo accompagnava. Nel 1364, all'epoca dell'Albornoz, troviamo Signore di Bassano Riccarduccio di Puccio. 
Nel 1482 papa Sisto IV assegna a Giovanni di Ceri, già possessore dei due terzi del Comune, il rimanente terzo, togliendolo ai Savelli, che si erano schierati contro il Papa nella guerra di Ferrara. Alla morte di Sisto IV, questi ne rivendicheranno la proprietà ottenendo da Giovanni, nel 1505, un congruo risarcimento.
La crescita (demografica, culturale e artistica) di Bassano subisce però un'accelerazione solo a partire dal 1595, anno in cui, attraverso una concessione di papa Clemente VIII, viene ceduto alla famiglia Giustiniani del ramo De Banca, mercanti genovesi. Nel 1605 Bassano viene eretto a marchesato e prendono inizio molti lavori per la costruzione di una casina di caccia (denominata comunemente “La Rocca”), di granai, una chiesa (quella di san Vincenzo) e del ponte delle Vaschie. In questo periodo giungono a Bassano molti artisti come Francesco Albani, Domenico Zampieri e Antonio Tempesta.
Nel 1644, con bolla di papa Innocenzo X, il feudo di Bassano viene eretto a principato e iniziano così le visite del papa e di altri principi, tra cui Giacomo III Stuart, pretendente al trono d'Inghilterra. Nel 1735, proveniente da Siena, si trasferisce con la famiglia il maestro di maiolica artistica Bartolomeo Terchi. Si abbattono su Bassano numerose epidemie: nel 1709, nel 1770 e nel 1786. Nel 1799 i francesi, che per mezzo di Napoleone hanno creato in Italia la Repubblica Romana, si scontrano per ben quattro volte con gli insorti. Nel 1854 il principato di Bassano passa dai Giustiniani agli Odescalchi.
Durante il secondo conflitto mondiale, Bassano è teatro di duri scontri tra le forze naziste di occupazione e gli Alleati. Il paese è occupato interamente dal Genio Pontieri della Wehrmacht. I partigiani sono molto attivi, infatti compiono molte azioni di sabotaggio, primo fra tutti è da ricordare Mariano Buratti, medaglia d'oro al valor militare.
Nel 1964 il nome cambia da Bassano di Sutri a Bassano Romano.

### Simboli
Stemma comunale: 
Il gonfalone è un drappo di azzurro.

## Monumenti e luoghi d'interesse

### Architetture religiose
- Monastero di San Vincenzo Martire: situato in una posizione panoramica, comprende una chiesa, un Istituto Tecnico Industriale Statale, strutture ricettive, un piccolo campo da pallavolo e basket, un campo da calcio, due grandi pinete e varie sale per conferenze e per offrire ospitalità di ogni genere. L'attuale complesso di edifici è il risultato delle costruzioni avvenute negli anni '40 del XX secolo, come aggiunta alla chiesa preesistente, finita di costruire invece nella prima metà del XVII secolo per volere di Vincenzo Giustiniani. All'interno è conservata la statua del Primo Cristo della Minerva di Michelangelo.
- Chiesetta di Santa Maria dei Monti: non molto distante dal centro storico, ma situata anch'essa in una posizione decisamente panoramica e molto vicina al parco del Palazzo Giustiniani, troviamo questa chiesetta eretta nel XV secolo su di un piccolo colle. Narrano le scritture contenute in un volume del 1600 dell'archivio storico che i campi e i pastori, che abitavano quelle zone, erano tormentati da un drago e da spiriti di ogni sorta; pare che la Vergine Maria abbia scacciato queste creature maligne, portando prosperità e pace. A seguito di questo evento, fu eretta questa piccola chiesa, a cui si accede per mezzo di una caratteristica scalinata e che al suo interno presenta degli affreschi in buone condizioni; in onore di Maria fin dal 1479 si celebra ogni hanno una processione (che inizialmente, alle sue origini, prevedeva anche dei giochi tra cavalieri e intrattenimenti di ogni tipo) la cui tradizione non è stata mai spezzata.
- Chiesa di San Gratiliano: la chiesa del patrono si trova al centro della zona in cui i cittadini bassanesi sono soliti ritrovarsi. La collocazione non è ovviamente casuale. Narra infatti la tradizione che il santo martire fu giustiziato alle rive di un torrente tra Falerii e Falerii Novi (Civita Castellana) con una tragica decapitazione, era il 12 agosto del 313 d.C. Nel 1437 Capranica chiede a Civita Castellana la sua reliquia, che verrà poi posta in una chiesetta della Madonna del Ruscello, custodita da un eremita e venerata il 12 agosto di ogni anno. Il santo però apparve in sogno e ordinò di portare la sua testa nella cittadina di Bassano. Il monaco eremita si incamminò, giunse non molto lontano dal borgo e la testa rotolò tra i cespugli: lì oggi sorge la Chiesa di San Gratiliano, eretta nel 1546 per volere del popolo bassanese. All'interno troviamo numerosi affreschi, tra i quali, degni di nota, senz'altro quelli riguardanti le vicissitudini del santo; sono presenti anche delle pregevoli grottesche.
- Chiesa della Madonna della Pietà: costruita attorno alla prima metà del '600, si trova alla fine del caratteristico borgo di San Filippo Neri, voluto dal principe Andrea Giustiniani. La facciata è semplicissima e non presenta decori architettonici. Tuttavia l'interno rappresenta un'eleganza e una raffinatezza eccezionali. Il soffitto ligneo è affrescato con l'ascensione di San Filippo Neri e gli stemmi della famiglia Odescalchi, che cancellarono quelli preesistenti della famiglia Giustiniani. Troviamo poi decorazioni in stucco e numerose tele: San Michele Arcangelo che poggia i piedi sul corpo di Lucifero; San Francesco di Paola, vestito del saio dei Cappuccini; Sant'Anna, il Bambino e San Giovannino; l'apparizione della Vergine a San Filippo Neri. L'altare è molto elegante, anche se non ridondante, e racchiude l'immagine della Madonna della Pietà, alla quale tutti i bassanesi sono molto devoti: la chiesa fu infatti dedicata alla Madonna della Pietà all'inizio del XIX secolo.
- Chiesa di Santa Maria Assunta: è questa la chiesa parrocchiale situata nel cuore del centro storico, infatti si trova proprio nella piazza principale, alla quale si affaccia anche il palazzo Giustiniani e il palazzo comunale. L'attuale chiesa è il risultato degli ampliamenti terminati nel 1703 sulla base di una struttura quattrocentesca, come si nota osservando stampe antecedenti a quella data e anche la struttura, lo stile e la composizione architettonica della chiesa stessa. La facciata si presenta semplice e rifinita, alla cui sommità si trovano due campanili contenenti un tempo delle pregiate campane di bronzo, poi sottratte dalle truppe tedesche durante il secondo conflitto mondiale; al centro dei due campanili si erge la statua marmorea della Assunta. All'interno sono presenti numerose tele del XVIII secolo: San Luigi Gonzaga; la "Mater dolorosa" ornata da una corona d'argento; San Pietro; il martirio di San Gratiliano; San Giovanni Evangelista; Sant'Antonio Abate e una statua lignea della Madonna col Bambino. L'altare principale è un trompe-l'oeil e contiene il quadro dell'Assunta, che colpisce per la delicatezza delle linee e dei colori. All'interno della chiesa parrocchiale sono contenute anche le reliquie dei santi Luciano e Gratiliano. Da notare la presenza di un organo del XVIII secolo, posto nel coro situato in fondo alla chiesa.
- Chiesa della Madonna del Canale: questa piccola chiesetta si trova in quella che oggi è la piazza del mercato, situata proprio in basso allo sperone tufaceo dove sorge il borgo. In un piccolo angolo appartato si può scorgere questa stanzetta che nelle sue essenziali dimensioni ho per molto tempo costituito un rifugio per gli animi degli abitanti e dei contadini di quella zona, dove prima passava un piccolo corso d'acqua. Al suo interno infatti si possono scorgere degli oggetti preziosi, dono delle genti che desideravano ricevere una grazia dalla Madonna. Di questa chiesetta quello che colpisce molto è la sua intimità e riservatezza.
- Chiesa dell'Ospedale: questa chiesetta si trova in via dell'Ospedale e presenta al suo interno delle raffigurazioni che si inseriscono però in un contesto molto semplice e scarno. Si narra che nel palazzo ci sia l'accesso per un cunicolo sotterraneo, che avrebbe come destinazione proprio questa piccola chiesetta, che in effetti è abbastanza distante dalla piazza, al di sotto della rupe tufacea e fuori dal borgo storico anticamente munito di strutture difensive.

### Architetture civili

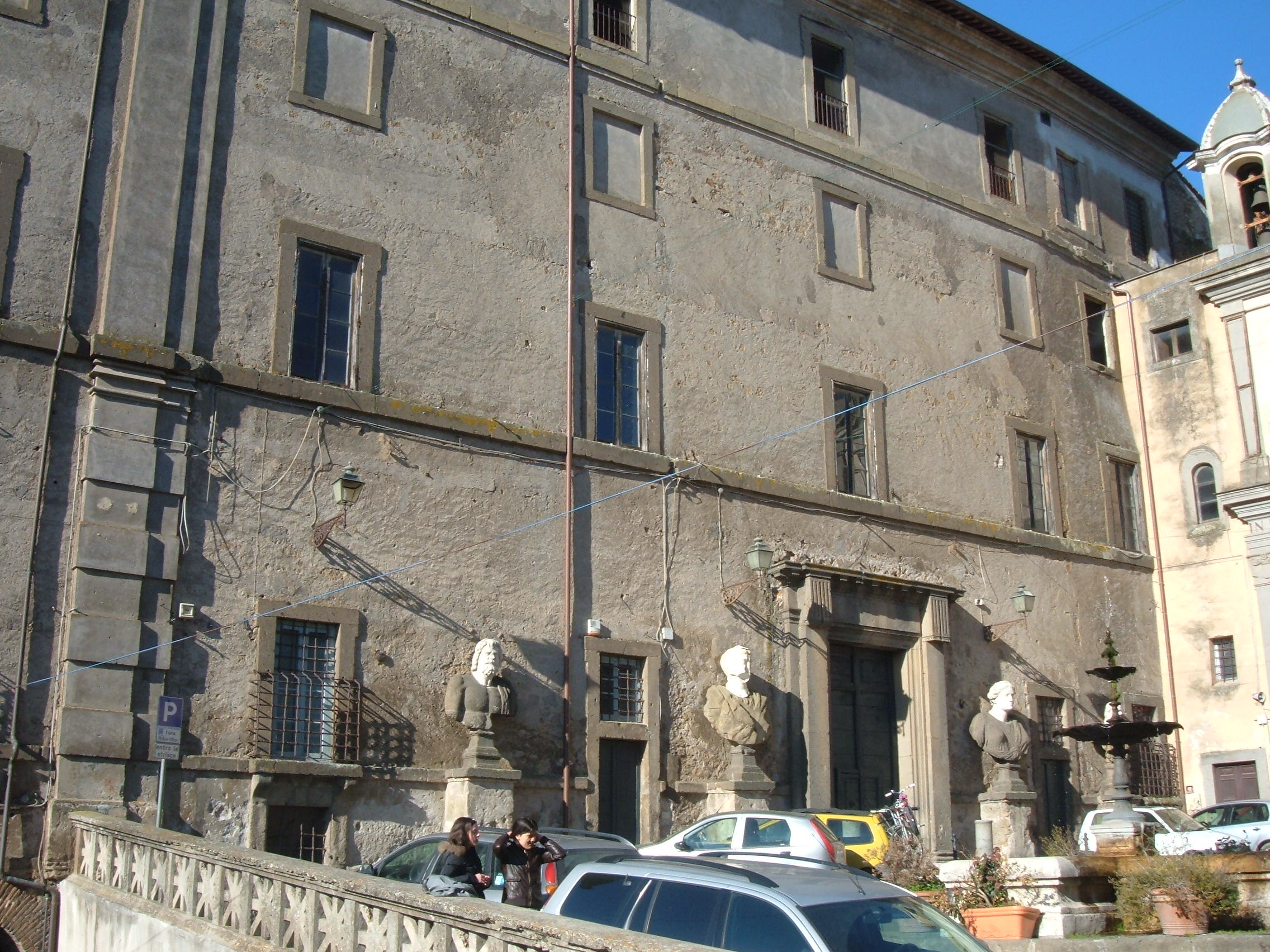
Palazzo Giustiniani-Odescalchi

- Villa Giustiniani Odescalchi: è questa la struttura più importante e affascinante del borgo di Bassano Romano, dimora estiva della famiglia Giustiniani e in seguito di quella Odescalchi. Inizialmente era un maniero feudale, costruito da Enotrio Serco attorno alla seconda metà del XII secolo poi lavori di ristrutturazione e abbellimento, avvenuti a partire dal 1603 ad opera del grande collezionista il marchese Vincenzo Giustiniani, gli hanno donato l'attuale aspetto. L'architettura è attribuita a Jacopo Barozzi da Vignola.[9]
- Casina di Caccia: all'interno del parco adiacente al palazzo si trova questa residenza di caccia, disposta su tre livelli e ricca di decorazioni. Denominata dagli abitanti locali "La Rocca", per il suo aspetto precedentemente deteriorato, essa conserva un fascino del tutto particolare. Architettonicamente ricalca lo stile del palazzo, ma è munita di un'altana merlata e di una torre centrale, precedentemente circondata da altre quattro, poi distrutte dalla famiglia Odescalchi per rivalità: questo edificio originariamente ricalcava infatti in modo pressoché perfetto quello contenuto nello stemma Giustiniani sormontato da un'aquila. Al suo interno sono presenti decorazioni e stucchi di vario tipo; mancano affreschi degni di nota.

### Aree archeologiche
Il territorio , già ricco di tombe etrusche e ville romane, nasconde importantissimi siti di epoca altomedioevale in stato di estremo degrado, come la Roccaccia, databile al VI secolo dell'era volgare ed il Castellaccio, forse di origine Gota. Notevole testimonianza di epoca romana e medievale l'insediamento di San Giovanni a Pollo e scenografico l'apparecchio della Mola realizzato dall'architetto Giovanni Fontana all'inizio del '600.

### Altro
All'interno del borgo, che si snoda in più zone comunque situate su rupi tufacee per ovvie esigenze difensive, sono presenti numerosi altri edifici che presentano architetture interessanti e destinati a vari usi.
Si possono scorgere anche delle torri difensive, oggi trasformate in abitazioni, molto massicce, come quella situata a una testa del ponte delle Vaschie, costruito per volere di Vincenzo Giustiniani nella prima metà del XVII secolo e dal quale si ha una bella vista del Palazzo Giustiniani-Odescalchi.
A metà di questo ponte si trova, "incastonata" in una pessima edicola di cemento, la Madonna col Bambino, dipinta su ceramica dal noto maestro di maiolica Bartolomeo Terchi, che presenta una delicatezza e una morbidezza delle linee davvero apprezzabili.
Si scorgono poi piccole e numerose edicole contenenti ritratti scultorei o dipinti della Madonna in tutto il paese, sia nelle vie del centro storico, sia nelle strade di campagna; sono stati ritrovati anche resti di ville romane e le origini etrusche sono testimoniate dalla presenza di ambienti scavati nel tufo, nel tempo rimaneggiati e oggi destinati a vari usi.

### Aree naturali
- Parco naturale regionale di Bracciano-Martignano
- Parco del Palazzo Giustiniani-Odescalchi: la sua realizzazione risale agli inizi del '600, a opera di Vincenzo Giustiniani

#### La Zona Speciale di Conservazione
Nel dicembre 2016 il Ministero dell'ambiente e della tutela del territorio e del mare ha promosso il sito SIC IT6010034 Faggete di Monte Raschio e Oriolo, individuato nel giugno 1996, a Zona Speciale di Conservazione (ZSC). Le Faggete di Monte Raschio e Oriolo, sono un bosco di faggi che si estende per 712 ha, tra i comuni di Bassano Romano ed Oriolo Romano, interessando i rilievi di monte Termine (591 m s.l.m.), Poggio Stracciacappello (567 m s.l.m.), monte Lungo (530 m s.l.m.), i Valloni di Fonte Vitabbia (450 m s.l.m.) e monte Raschio (552 m s.l.m.). La ZSC era stata candidata Il 2 febbraio 2015 per il riconoscimento di sito naturale UNESCO; purtroppo, la candidatura della faggeta nel territorio di Bassano Romano è stata rigettata dal World Heritage Committee causa i tagli indiscriminati di 1180 faggi avvenuti nel 2011 tra monte Termine e i Valloni di Fonte Vitabbia. Attualmente, l'area protetta comprende al suo interno il sito UNESCO della Faggeta vetusta depressa di Monte Raschio di Oriolo Romano, entrata a far parte nel 2017 dei siti UNESCO Patrimonio Mondiale Naturale dell'Umanità. Nonostante l'esclusione, i tagli dei faggi non si sono fermati e sono continuati fino ad ottobre 2017, secondo quanto stabilito nel Piano di assestamento forestale (2005-2015) adottato dall’Università agraria di Bassano Romano; sono stati sospesi solo con l'intervento della Regione Lazio peraltro su sollecitazione dalla nuova consigliatura della locale UA.

## Società

### Evoluzione demografica
Abitanti censiti

## Economia
Di seguito la tabella storica elaborata dall'Istat a tema Unità locali, intesa come numero di imprese attive, ed addetti, intesi come numero addetti delle unità locali delle imprese attive (valori medi annui).
|                | 2015                  |                              |                            |                |                       |                     | 2014                  |                | 2013                  |                |
| -------------- | --------------------- | ---------------------------- | -------------------------- | -------------- | --------------------- | ------------------- | --------------------- | -------------- | --------------------- | -------------- |
|                | Numero imprese attive | % Provinciale Imprese attive | % Regionale Imprese attive | Numero addetti | % Provinciale Addetti | % Regionale Addetti | Numero imprese attive | Numero addetti | Numero imprese attive | Numero addetti |
| Bassano Romano | 224                   | 0,96%                        | 0,05%                      | 377            | 0,63%                 | 0,02%               | 229                   | 390            | 225                   | 377            |
| Viterbo        | 23.371                |                              | 5,13%                      | 59.399         |                       | 3,86%               | 23.658                | 59.741         | 24.131                | 61.493         |
| Lazio          | 455.591               |                              |                            | 1.539.359      |                       |                     | 457.686               | 1.510.459      | 464.094               | 1.525.471      |

Nel 2015 le 224 imprese operanti nel territorio comunale, che rappresentavano lo 0,96% del totale provinciale (23.371 imprese attive), hanno occupato 377 addetti, lo 0,63% del dato provinciale (59.399 addetti); in media, ogni impresa nel 2015 ha occupato una persona (1,68).

## Infrastrutture e trasporti

### Ferrovie
La stazione di Bassano Romano posta sulla linea Viterbo-Roma era a servizio del centro abitato fino al 2000. Vi transitano i treni diretti a Roma e a Viterbo, ma nessun treno effettua fermata.

## Amministrazione
Nel 1964 Bassano di Sutri cambia denominazione in Bassano Romano.
| Sindaci eletti direttamente dai cittadini (dal 1993) | Sindaci eletti direttamente dai cittadini (dal 1993) | Sindaci eletti direttamente dai cittadini (dal 1993) | Sindaci eletti direttamente dai cittadini (dal 1993) | Sindaci eletti direttamente dai cittadini (dal 1993) | Sindaci eletti direttamente dai cittadini (dal 1993) |
| Nominativo                                           | Nominativo                                           | Partito                                              | Partito                                              | Mandato                                              | Mandato                                              |
| Nominativo                                           | Nominativo                                           | Partito                                              | Partito                                              | Inizio                                               | Fine                                                 |
| ---------------------------------------------------- | ---------------------------------------------------- | ---------------------------------------------------- | ---------------------------------------------------- | ---------------------------------------------------- | ---------------------------------------------------- |
|                                                      | Giuseppe Marchetti                                   |                                                      | Sinistra                                             | 1993                                                 | 1997                                                 |
|                                                      | Dino Sartori                                         |                                                      | Liste civiche di Centro-destra                       | 1997                                                 | 2001                                                 |
|                                                      | Giuseppe Marchetti                                   |                                                      | Liste civiche di Centro-sinistra                     | 2001                                                 | 2006                                                 |
|                                                      | Luigi De Luca                                        |                                                      | Liste civiche di Centro-destra                       | 2006                                                 | 2011                                                 |
|                                                      | Angela Bertucci                                      |                                                      | Liste civiche di Centro-sinistra UNITI PER CAMBIARE  | 2011                                                 | 5 giugno 2016                                        |
|                                                      | Emanuele Maggi                                       |                                                      | Liste civiche di Centro-sinistra BASSANO INSIEME     | 5 giugno 2016                                        | 4 ottobre 2021                                       |
|                                                      | Emanuele Maggi                                       | 4 ottobre 2021                                       | Liste civiche di Centro-sinistra BASSANO INSIEME     | in carica                                            |                                                      |

### Gemellaggi
- Chio

## Cimitero comunale
Nel comune rutulo sono sepolti gli artisti:
- Fabrizio Frizzi (1958 - 2018), conduttore televisivo e radiofonico, attore teatrale e doppiatore.
- Mattia Torre (1972 - 2019), regista, sceneggiatore e commediografo.